# Pacta conventa

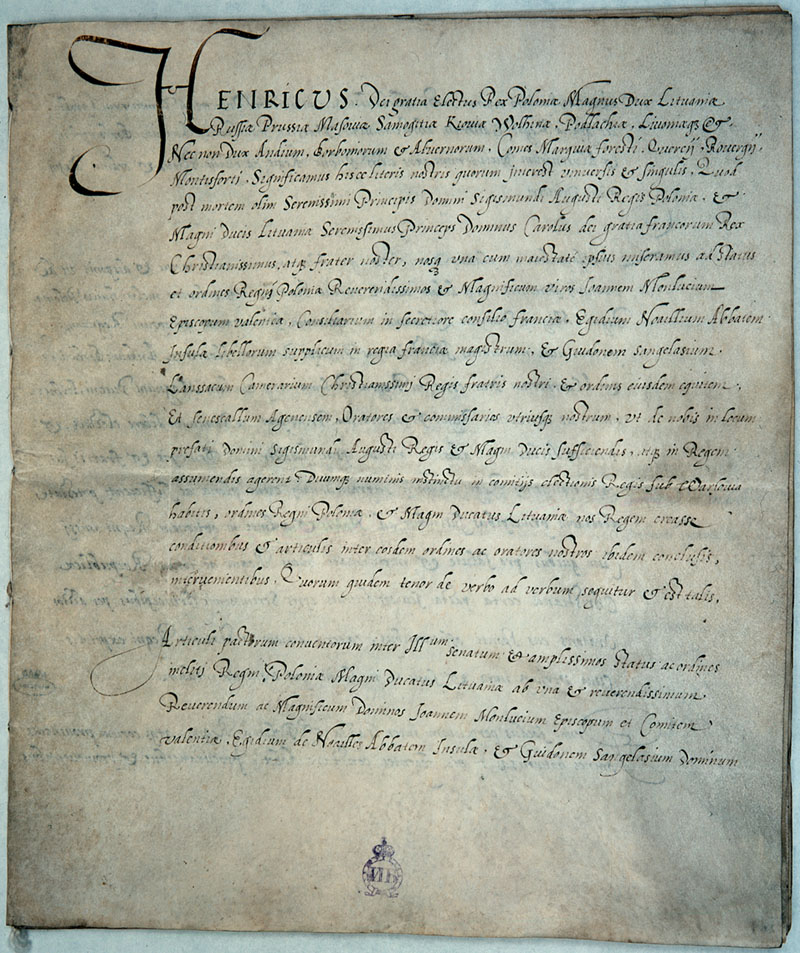
A primeira pacta conventa, assinada pelo rei Henrique da Polônia, 1573

Pacta conventa (latim para "artigos de acordo") foi um acordo contratual, de 1573 a 1764 celebrado entre a "nação polonesa" (ou seja, a szlachta (nobreza) da Comunidade Polaco-Lituana) e um rei recém-eleito em sua "eleição livre" (wolna elekcja) para o trono.
O documento foi elaborado pela convocação sejm. A pacta conventa afirmava a promessa do rei eleito de respeitar as leis da Commonwealth e especificava seus compromissos e promessas em domínios como política externa, impostos, dívida pública, militar e assim por diante. Eles variavam de rei para rei, dependendo de quaisquer promessas particulares que ele pudesse ter feito. Um exemplo dos vários empreendimentos concretos encontrados na pacta conventa de um rei eleito é a promessa do rei Ladislau IV Vasa de criar uma Marinha da Comunidade Polaco-Lituana para o Mar Báltico.
Além de sua própria pacta conventa, cada rei eleito era obrigado a assinar os Artigos Henriquianos, um conjunto de privilégios em homenagem ao primeiro rei que os assinou, Henrique da Polônia. Ao contrário da pacta conventa, os Artigos Henriquianos eram constantes e imutáveis. A distinção entre os dois documentos desapareceu gradualmente ao longo de sucessivas eleições. Juntos, esses dois documentos explicavam a maioria dos detalhes críticos do sistema político da Commonwealth.